# Данкль, Виктор
Граф Виктор Юлиус Игнац Фердинанд Данкль фон Красник (нем. Viktor Graf Dankl von Krasnik; 18 сентября 1854, Удине — 8 января 1941, Инсбрук) — австрийский военачальник, командовавший 1-й, а затем 11-й армией во время Первой мировой.

## Биография
Родился в семье капитана австрийской армии. Учился в гимназиях Гориции и Триесте, затем в Пёлтенском кадетском корпусе. В 1870—1874 годах учился в Терезианской военной академии.
Выпущен лейтенантом в 3-й драгунский короля Альберта полк. В 1879—1880 учился в Академии генерального штаба. С 1880 года служил в штабе 8-й кавалерийской бригады в Праге, с 1883 года — 32-й пехотной дивизии в Будапеште, затем в 11-м уланском полку в Тироле.
С января 1896 года начальник штаба XIII армейского корпуса (Аграм). С октября 1899 года шеф руководящего бюро Большого Генштаба. С апреля 1903 года командир 66-й (Комаром), с мая 1905 года — 16-й пехотной бригады в Трентино. В июле 1907 года назначен командиром 36-й пехотной дивизии (Аграм). С февраля 1912 года — командир XIV армейского корпуса (Инсбрук) и начальник обороны Тироля и Форарльберга.

### Первая мировая война
С началом мобилизации в августе 1914 года назначен командующим 1-й армией, развёртывавшейся на Сане в районе Сенява-Ниско. В состав армии входили I, V и Х корпуса, а также 3-я и 9-я кавалерийские дивизии. Командовал армией в Галицийской битве.
Во встречном сражении с 4-й русской армией в районе Красника заставил её отступить к Люблину. Это сделало Данкля национальным героем, и ему был пожалован графский титул «граф фон Красник». Однако вскоре под ударами 4-й и 9-й русских армий Данкль вынужден был отступить, так как сражение в Галиции в целом окончилось поражением для австрийцев.
Вместе с 9-й германской армией участвовал в Варшавско-Ивангородской операции.
После вступления Италии в войну на стороне Антанты 23 мая 1915 года Данкль был заменен генералом К. Кирхбахом ауф Лаутербахом и назначен начальником обороны Тироля. Руководил австро-венгерскими войсками, развернутыми в Трентино. Итальянские войска, начав наступление в Трентино, вышли на линию Борго — Роверето — Рива. 14 марта 1916 года Данкль был назначен командующим 11-й австрийской армией, развернутой в Южном Тироле.
В мае 1916 года вместе с 3-й армией участвовал в наступлении в Трентино. Начал атаку позиций противника 15 мая, но к 27 мая наступление выдохлось, при этом австро-венгерские войска продвинулись примерно на 10 км. 30 мая наступление было остановлено. Затем итальянские войска перешли в контрнаступление, и 25 июня начался общий отход австро-венгерских армий в Трентино, хотя итальянцам и не удалось восстановить прежнего положения.
После этого Данкль подвергся критике со стороны командующего итальянским фронтом эрцгерцога Евгения и начальника генерального штаба Конрада фон Гётцендорфа, за недостаточно быстрое наступление. Данкль считал опасным продвигаться вперед в то время, как артиллерия застряла позади на горных дорогах, и проигнорировал приказ Евгения продолжать наступление, не дожидаясь подхода артиллерии. Кроме того, у него были проблемы со здоровьем. Всё это вынудило Данкля подать в отставку с поста командующего 11-й армией.
После хирургической операции на глотке Данкль был назначен капитаном 1-го гвардейского стрелкового полка и тайным советником. В июле 1918 года стал также командующим полковником всей Лейб-гвардии. 1 декабря 1918 года вышел в отставку.
После войны занимал пост протектора Общества увековечения памяти героев. В 1925 году стал канцлером Военного ордена Марии-Терезии. В 30-е годы выступал против аншлюса. Умер 8 января 1941 года через несколько дней после смерти жены, был похоронен на кладбище Вилтен в Инсбруке. Вермахт не стал оказывать ему военных почестей.